# Mołtowo
Mołtowo is een dorp in de Poolse woiwodschap West-Pommeren. De plaats maakt deel uit van de gemeente Gościno en telt 147 inwoners (2014).

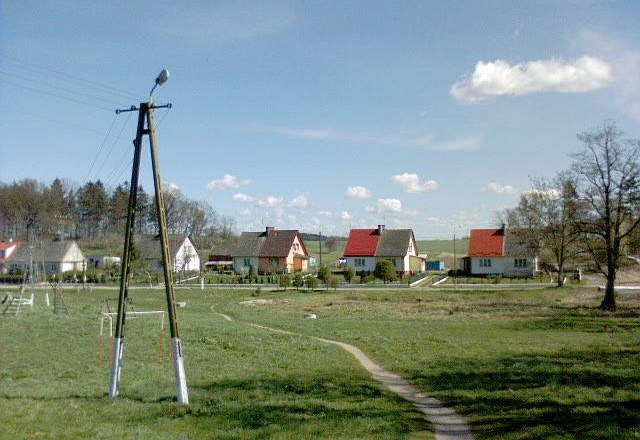
Mołtowo
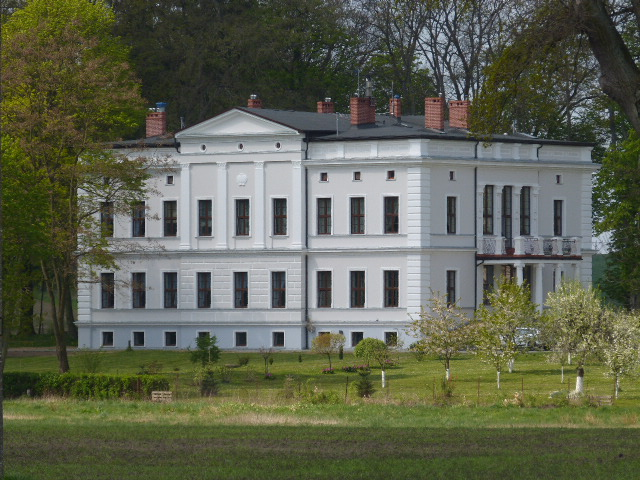
Herenhuis in Mołtowo